# 月灯りふんわり落ちてくる夜
「月灯りふんわり落ちてくる夜」（つきあかりふんわりおちてくるよる）は、小川七生のデビューシングル。1997年12月17日にテイチクエンタテインメントのContinentalレーベルからリリースされた。

## 背景
表題曲の「月灯りふんわり落ちてくる夜」は、テレビ朝日系テレビアニメ『クレヨンしんちゃん』のエンディングテーマに使用された。エンディング・アニメーションは、夜を背景にしんのすけ、みさえ、ひまわり、シロが駅まで仕事帰りのひろしを迎えに行くというものだった。ひまわりはこれがエンディング初登場である。

## 音楽性
- テレビサイズ・バージョンとシングル・バージョンがあり、テレビサイズはエンディングの演奏時間の都合上、メロディや間奏のほとんどがショートカットされている。また、視聴者が聞き取りやすく覚えやすいよう、サビは同じものを繰り返している。
- オリジナル（シングル・バージョン）の構成
  - サビ→Aメロ→Bメロ→サビ→Aメロ→間奏A→間奏B→Bメロ→サビ
- エンディング（テレビサイズ・バージョン）の構成
  - サビ→Bメロ→サビ（半分）

## 記録
2021年5月にテレビ朝日で放送された『お願い!ランキング』にて行われた好きな歴代クレヨンしんちゃんの主題歌をファンが投票する企画『みんなのアニソンBEST 〜クレヨンしんちゃん編〜』にて3位を獲得した。

## 収録曲
| 全作詞・作曲・編曲: RYUZI。 |                                                    |       |            |
| #                           | タイトル                                           | 作詞  | 作曲・編曲 |
| 1.                          | 「月灯りふんわり落ちてくる夜」                     | RYUZI | RYUZI      |
| 2.                          | 「ようこそTime machineへ」                         | RYUZI | RYUZI      |
| 3.                          | 「月灯りふんわり落ちてくる夜」(オリジナルカラオケ) | RYUZI | RYUZI      |

## 収録アルバム
| 楽曲                       | 収録アルバム                                                           | 発売日         | 発売元                                   | 規格品番     | 備考                                               |
| -------------------------- | ---------------------------------------------------------------------- | -------------- | ---------------------------------------- | ------------ | -------------------------------------------------- |
| 月灯りふんわり落ちてくる夜 | 『DEPARTURE』                                                          | 1999年3月25日  | テイチクエンタテインメント / Continental | TECN-30545   | 小川のオリジナル・アルバム                         |
| 月灯りふんわり落ちてくる夜 | 『クレヨンしんちゃん スーパー・ベスト30曲入りだゾ』                    | 2003年2月21日  | コロムビアミュージックエンタテインメント | COCX-32115/6 | テレビ朝日系アニメ『クレヨンしんちゃん』の主題歌集 |
| 月灯りふんわり落ちてくる夜 | 『クレヨンしんちゃん TV・映画 主題歌集だゾ』                           | 2009年1月21日  | コロムビアミュージックエンタテインメント | COCX-35371/2 | テレビ朝日系アニメ『クレヨンしんちゃん』の主題歌集 |
| 月灯りふんわり落ちてくる夜 | 『クレヨンしんちゃん主題歌CD 〜きかなきゃソン、ソン、そんぐfor you〜』 | 2013年7月31日  | 日本コロムビア                           | COCX-38134   | テレビ朝日系アニメ『クレヨンしんちゃん』の主題歌集 |
| 月灯りふんわり落ちてくる夜 | 『プリッと!こんぷりーと クレヨンしんちゃん30周年記念テーマソング集』   | 2022年11月30日 | 日本コロムビア                           | COCX-41902/5 | テレビ朝日系アニメ『クレヨンしんちゃん』の主題歌集 |
| ようこそTime machineへ     | 『DEPARTURE』                                                          | 1999年3月25日  | テイチクエンタテインメント / Continental | TECN-30545   | 小川のオリジナル・アルバム                         |

## タイアップ
| # | 楽曲名                         | タイアップ                                                 | 出典  |
| - | ------------------------------ | ---------------------------------------------------------- | ----- |
| 1 | 「月灯りふんわり落ちてくる夜」 | テレビ朝日系アニメ『クレヨンしんちゃん』エンディングテーマ | [ 4 ] |

## カバー
| 楽曲                       | アーティスト       | 収録アルバム   | 発売日         | 発売元                                      | 規格品番                 | 備考                                       |
| -------------------------- | ------------------ | -------------- | -------------- | ------------------------------------------- | ------------------------ | ------------------------------------------ |
| 月灯りふんわり落ちてくる夜 | 水曜日のカンパネラ | 『安眠豆腐』   | 2014年11月5日  | TSUBASA RECORDS                             | TRNW-0057                | ヴィレッジヴァンガード限定販売             |
| 月灯りふんわり落ちてくる夜 | やなぎなぎ         | 『ポリオミノ』 | 2014年12月10日 | NBCユニバーサル・エンターテイメントジャパン | GNCA-1421（2CD+Blu-ray） | 初回限定盤のみに同梱されているDISC-2に収録 |
| 月灯りふんわり落ちてくる夜 | やなぎなぎ         | 『ポリオミノ』 | 2014年12月10日 | NBCユニバーサル・エンターテイメントジャパン | GNCA-1422（2CD+DVD）     | 初回限定盤のみに同梱されているDISC-2に収録 |